# Chiều
Xem các nghĩa khác tại chiều (định hướng)

1-D: Hai điểm A và B được nối bằng đoạn thẳng AB.
2-D: Hai đoạn thẳng song song AB và CD nối thành hình vuông ABCD.
3-D: Hai hình vuông song song ABCD và EFGH nối thành hình lập phương ABCDEFGH.
4-D: Hai hình lập phương "song song" (trong không gian 4 chiều) ABCDEFGH và IJKLMNOP nối thành khối đa lập phương ABCDEFGHIJKLMNOP.

Trong vật lý và toán học, chiều hoặc  chiều hướng  của một không gian hay vật thể toán học là số tối thiểu các tọa độ cần thiết để xác định bất cứ điểm nào trong đó. Do đó, đường thẳng hay đoạn thẳng có một chiều, vì chỉ cần một tọa độ để xác định mỗi điểm trên đó. Một bề mặt như mặt phẳng hay mặt hình trụ hoặc mặt hình cầu có hai chiều (ví dụ, cần kinh độ và vĩ độ để xác định một điểm trên bề mặt Trái Đất gần hình cầu). Các điểm bên trong hình lập phương, hình trụ hay hình cầu cần ít nhất ba tọa độ để xác định vị trí, do đó những vùng không gian này là ba chiều.
Trong vật lý, một sự kiện xảy ra cần được xác định bằng các chiều không gian cùng với chiều thời gian. Các lý thuyết tính đến chiều thời gian, như thuyết tương đối rộng, làm việc trong không thời gian 4 chiều (không gian Minkowski). Một số lý thuyết vật lý mô tả không thời gian với nhiều chiều hơn 4, như thuyết trường lượng tử và thuyết dây. Không gian trạng thái trong cơ học lượng tử có thể là không gian hàm vô hạn chiều.